# 八百原寿子
八百原 寿子（やおはら ひさこ、1935年4月9日 - ）は、東京都出身の女優。
身長156.5cm。体重51kg。1953年に東映東京撮影所へ入社。1995年よりフリーとなる。

## 出演作品

### 映画
- 笑え勘平より 消えた短剣（1957年） - 女中・フミ
- 素晴らしき娘たち（1959年） - 深田絹代
- まぼろし峠（1960年） - はたごの女中
- 警視庁物語
  - 警視庁物語 血液型の秘密（1960年） - 妊婦
  - 警視庁物語 ウラ付け捜査（1963年） - 助手
  - 警視庁物語 全国縦断捜査（1963年） - 女
- 天下の快男児 突進太郎（1960年） - 女
- 第八空挺部隊 壮烈鬼隊長（1963年） - 女中
- 肉体の盛装（1964年） - 菊亭の女中
- 夜の牝犬（1966年） - 看護婦
- 河内遊侠伝（1967年） - 女中
- 女囚さそりシリーズ
  - 女囚701号/さそり（1972年） - 女囚
  - 女囚さそり 第41雑居房（1972年） - 囚人
  - 女囚さそり けもの部屋（1973年） - 女囚
  - 新・女囚さそり 特殊房X（1976年） - 女囚
- 前科おんな 殺し節（1973年） - 女囚
- 任侠花一輪（1974年） - 女中
- 東京ディープスロート夫人（1975年） - 民江
- 実録三億円事件 時効成立（1975年） - 銭湯の従業員
- トラック野郎・度胸一番星（1976年） - 西山角江
- 白昼の死角（1979年） - 債権者
- 天使の欲望（1979年） - 栗林夫人
- 悪女かまきり（1983年） - 保険会社社員
- 日本海大海戦 海ゆかば（1983年）
- 天国の駅 HEAVEN STATION（1984年） - 女中
- 玄海つれづれ節（1986年） - バタバタ横丁の住人
- はいからさんが通る（1987年）
- 実録・安藤組外伝 餓狼の掟（2002年） - 産婆
- デコトラの鷲 祭りばやし（2003年）

### テレビドラマ
NTV
- 星雲仮面マシンマン（1984年） - 主婦
- 火曜サスペンス劇場
  - 女弁護士・高林鮎子2（1987年）
  - 女監察医・室生亜季子5（1988年）
  - 六月の花嫁 結婚運 - 占星術殺人事件（1991年）
  - 掏摸（1993年）
  - 当番弁護士（1995年）
  - 弁護士・高林鮎子22（1998年）
  - 街の医者・神山治郎（2001年）
- 水曜グランドロマン 交通刑務所の朝（1989年）

TBS
- キイハンター
- 刑事くん
  - 第3部（1974年）
  - 第4部（1976年）
- Gメン'75
  - 第25話「助教授と女子大生殺人事件」（1975年）
  - 第38話「スチュアーデス殺人事件」（1976年）
  - 第43話「刑法第十一条 絞首刑」（1976年）
  - 第68話「小菅一丁目三五番地 東京拘置所」（1976年）
  - 第73話「バカ! 大人のバカ!!」−平松一家のアパートの住人（1976年）
  - 第104話「77.5.14 津坂刑事殉職」（1977年）※出演カット
  - 第109話「新東京国際空港の悪霊」−須藤刑事の遺族（1977年）
  - 第112話「宇宙食の恐怖」−人質女性（1977年）
  - 第114話「極秘捜査 赤ちゃん誘拐!」（1977年）
  - 第128話「六万五千円の警察手帳」−噂話をしていた主婦（1977年）
  - 第130話「一卵性双生児殺人事件」（1977年）
  - 第139話 「女子大生ネクタイ絞殺事件」−浦山よし江（1978年）
  - 第141話「団地奥様族の犯罪」（1978年）※出演カット
  - 第149話「結婚式の夜の出来事」（1978年）※出演カット
  - 第157話「ウェディングドレス殺人事件」−アパートの住人（1978年）
  - 第168話「夏祭りの夜の惨劇」（1978年）※出演カット
  - 第169話「深夜バスの乗客大量殺人事件」（1978年）
  - 第185話「津軽海峡を渡る片足の男」−山室義雄の亡妻（1978年）
  - 第207話「婦人警官連続射殺事件」−人質の女児の母親（1979年）
  - 第233話「金髪女性連続殺人事件」−自動車修理工場社長夫人（1979年）
  - 第243話「奇妙な男と女のギャング」−中華料理屋女店員（1980年）
  - 第248話「警察の中に出た幽霊」−ひさごの女将（1980年）
  - 第336話 「エレベーター連続女性殺人事件」−看護師（1981年）
  - 第352話「野良犬コロの殺人」−主婦Ａ（1982年）※本編ではカット
  - 第353話「白衣の天使 連続殺人事件」−ホストクラブの客（1982年）
- 二百三高地 愛は死にますか（1981年）
- ザ・サスペンス
  - 殺意の肖像（1982年）
  - 一周年記念特別企画 妻は告白する 女の体の中には自分でも気づかない魔性がいた!（1983年）
  - 地図にない道（1984年）
  - 回転ドアの女（1984年）
- 土曜ドラマスペシャル いたずら電話をする女（1988年）
- 星の流れに（1991年）
- デパート!夏物語（1991年）
- 新幹線物語'93夏（1993年）
- 月曜ドラマスペシャル 交通刑務所・刑務官2（1996年）
- HOTEL（1998年）

MBS
- 仮面ライダーシリーズ
  - 仮面ライダー 第27話「ムカデラス怪人教室」（1971年） - ナミ江の母
  - 仮面ライダーストロンガー 第14話「謎の大幹部シャドウの出現!」（1975年） - 母親
  - 仮面ライダー (スカイライダー)（1980年）
    - 第14話「ハエジゴクジン 仮面ライダー危機一髪」 - 母親
    - 第31話「走れXライダー! 筑波洋よ死ぬな!!」 - 母親
    - 第48話「4人のスカイライダー 本物はだれだ?」 - 看護婦

  - 仮面ライダースーパー1 第4話「走れ一也! ドグマ死の結婚行進曲」（1980年） - 母親
  - 仮面ライダーBLACK RX 第23話「ブタになったRX」（1989年） - 日本舞踊の講師
- 宇宙鉄人キョーダイン 第14話「大ピンチ! 不滅要塞からの脱出」（1976年） - 鈴木の妻
- 大鉄人17 第31話「お母さんはどこ? 恐怖の白い家」（1977年） - 小母さん

CX
- 騎馬奉行（1979年）
  - 第5話「大川に咲いた毒の花」
  - 第13話「湖底の黄金を探せ!」
- 東映不思議コメディーシリーズ
  - ロボット8ちゃん（1982年）
  - バッテンロボ丸（1982年） - ロイヤルセンターの従業員
  - ペットントン（1984年） - 近所の奥さん
  - 勝手に!カミタマン 第33話「ママのオシャレ大作戦」（1985年） - 豆腐屋の妻
  - 不思議少女ナイルなトトメス（1991年） - 看護婦
- あ!Myみかん（1984年）
- スケバン刑事II 少女鉄仮面伝説
  - 第2話「カンフー学園を叩け!」（1985年）
  - 第31話「サキ失神! 秘孔を突かれる」・第32話「決死の戦い! ウラ秘孔を突け」（1986年） - 矢島家の家政婦
- 花のあすか組!（1988年）
  - 第1話「少女戦国に嵐吹く!」 - 看護婦
  - 第21話「またホレちゃったの?! 恋するミコ」 - 教師 ※ノンクレジット
- おふくろに脱帽!!（1989年）
- 世にも奇妙な物語（1991年）
- 大人は判ってくれない（1992年）
- 木曜の怪談
  - 七瀬ふたたび（1995年）
  - ゴーストハンター早紀（1996年）

NET
- 特別機動捜査隊
  - 第288話「黒い砂漠」（1967年）
  - 第427話「日本人」（1970年）
  - 第603話「同棲の軌跡」（1973年） - 看護婦
- 忍者ハットリくん+忍者怪獣ジッポウ 第20話「ハットリくんの名探偵でござる」（1967年）
- 河童の三平 妖怪大作戦
  - 第10話「地獄の写真家」（1968年） - 村上の妻
  - 第11話「鬼女の子守唄」（1968年） - 主婦
  - 第16話「妖怪血ぞめの蝙蝠」（1969年） - 主婦
- 旗本退屈男（1973年）
- キカイダー01 第34話「呪いの大時計 ビジンダー危機」（1974年） - 母親
- 非情のライセンス 第二シリーズ第8話「兇悪の燦めき」（1974年） - 女A
- がんばれ!!ロボコン
  - 第33話「ノロノタリ! ロボショーバラバラ大賛成」（1975年） - 母親
  - 第38話「キントット! おいら魚屋になるぞォ」（1975年） - 主婦
  - 第94話「ギャギャッ!! へんてこな休日だ?!」（1976年） - 主婦
  - 第110話「フラフラリ!! ハートマークに最後の挑戦」（1977年） - 主婦
- 正義のシンボル コンドールマン 第1話「コンドールマン誕生」、第2話「吸血モンスターの挑戦」（1975年） - 主婦
- 敬礼!さわやかさん（1975年）
- ザ・カゲスター 第15話「少年サタン隊 ザリガニアン作戦!」（1976年） - マコの母
- スーパー戦隊シリーズ
  - 秘密戦隊ゴレンジャー 第69話「五色の新兵器!! バリキキューン発進」（1976年） - 主婦
  - バトルフィーバーJ（1979年）
    - 第8話「鉄腕エースの謎」（1979年） - 母親
    - 第25話「撮影所は怪奇魔境」（1979年） - 母親
    - 第33話「コサック愛に死す」（1979年） - 看護婦
    - 第49話「2年5組の反乱軍」（1980年）

  - 電子戦隊デンジマン（1980年）
    - 第5話「壁に蠢く赤い毒花」・第27話「赤いカブト虫爆弾」 - 主婦
    - 第24話「罠をはる怪力男」 - ユリの母

  - 五星戦隊ダイレンジャー 第18話「(秘)の白虎ちゃん」（1998年） - おばさん
  - 激走戦隊カーレンジャー 第11話「怒りの重量オーバー」（1996年） - 老婦人
  - 救急戦隊ゴーゴーファイブ 第11話「灼熱の2大災魔獣」・第12話「決死の新連結合体」（1999年） - 老婦人
- 5年3組魔法組（1976年 - 1977年） - ユタカの母
- 特捜最前線
  - 第23話「女と刑事の子守唄」（1977年）
  - 第29話「プルトニウム爆弾が消えた街」（1977年）
  - 第37話「犯罪都市・25時の慕情」（1977年）
  - 第68話「誘拐・東京-函館縦断捜査!」（1978年）
  - 第118話「子供の消えた十字路」（1979年）
  - 第183話「未熟児を棄てた女!」（1980年）
  - 第191話「ジングルベルを聴く婦警!」（1980年）
  - 第205話「雪国から来た逃亡者!」（1981年）
  - 第212話「地図を描く女!」（1981年）
  - 第222話「亡霊が見舞いに来る夜!」（1981年）
  - 第241話「歳末パトロールで逢った女!」（1981年）
  - 第248話「殺人クイズ招待状!」（1982年）
  - 第260話「逮捕志願!」（1982年）
  - 第290話「ふるさとの女!」（1982年）
  - 第293話「木枯らしの街で!」（1982年）
  - 第315話「面影列車!」（1983年）
  - 第324話「紫陽花の見た殺人鬼!」（1983年）
  - 第338話「午前0時30分の証言者!」（1983年）
  - 第356話「ある主婦の殺意!」（1984年）
  - 第375話「恐怖のプールサイド!」（1984年）
  - 第393話「オレンジ色の傘の女!」（1984年）
  - 第431話「単身赴任・妻たちの犯罪パーティー!」（1985年）
  - 第461話「不純異性交遊殺人事件!」（1986年）
  - 第471話「死に憑かれた女!」（1986年）
  - 第478話「真夏の夜の悪夢・風呂好きの死体!」（1986年）
  - 第504話「早春の伊豆・迷路に墜ちた愛」（1987年）
  - 第507話「桜井警部補・哀愁の十字架」（1987年）
- ロボット110番（1977年） - 主婦
  - 第2話「天使のような誘拐魔」 - 主婦
  - 第22話「ついにやったぞ大手柄」 - 主婦
  - 第31話「わんぱく大戦争」 - 母親
  - 第35話「人さわがせな大冒険」 - ケンジの母
- 透明ドリちゃん 第11話「仮面の優等生」（1978年） - PTA役員 ※ノンクレジット
- 花よめは16歳（1980年） - 美容師
- 爆走! ドーベルマン刑事（1980年）
- メタルヒーローシリーズ
  - 宇宙刑事ギャバン（1982年） - 教師
  - 宇宙刑事シャリバン第12話「異星人のほほえみ マイフレンド作戦」 - 主婦
  - 巨獣特捜ジャスピオン（1985年） - 家具を押収される主婦
  - 時空戦士スピルバン（1986年） - マンションを売る女性
  - 特警ウインスペクター 第8話「脱線! 親子救急隊」（1990年） - 主婦
- ニュードキュメンタリードラマ昭和 松本清張事件にせまる（1984年）
- さすらい刑事旅情編
  - PART4（1991年）
  - PART5（1993年）
- はぐれ刑事純情派
  - 第4シリーズ（1991年）
  - 第7シリーズ（1993年）
  - 第9シリーズ（1996年）
  - 第13シリーズ（2000年）
    - 第7話「安浦刑事が目撃者! 死体が歩いた!?」
    - 第11話「善意が生んだ殺意!? 急行電車を停めた男!」

  - 新春スペシャル（2001年）
- セールスレディは何を見た（1993年）
- 土曜ワイド劇場 探偵事務所（1994年）
- 風の刑事・東京発!
  - 第1話「風間大輔、東京駅に着任す・函館行き! 誘拐旅行の女」（1995年）
  - 第14話「北九州行き!結婚サギ師の女」（1996年）
- 流れ板七人（1997年）
  - 第1話「さらば恋人・函館料理対決」
  - 第10話「春を呼べ! 最後の包丁勝負」
- はみだし刑事情熱系
  - PART4
    - 第2話「愛と哀しみの殺意 告白が変えた2人の関係!」（1999年）
    - 第14話「悲しき冬の殺人者! 小犬と涙と女弁護士」（2000年）
- 相棒（2002年） - 土田の元妻の母

12ch
- プレイガール
  - 第15話「怪談 濡れた女に手を出すな」（1969年）
  - 第42話「スリラー 血ぬられた女の館」（1970年）
  - 第97話「おんな一匹大勝負」（1971年）
- ぐるぐるメダマン 第9話「おバケのおならだぞ!」（1976年） - 主婦
- 忍者キャプター 第40話「御用心 忍者からのお年玉!?」（1977年） - ミツエの母
- ザ・スーパーガール（1979年 - 1980年）
- 刑事追う!（1996年）